# 山際七司
山際 七司（やまぎわ しちじ / しちし、1849年1月25日〈嘉永2年1月2日〉 - 1891年〈明治24年〉6月9日）は、日本の政治家。衆議院議員。諱・義晴、字・鵬挙。号・海州、任天。

## 経歴
越後国蒲原郡木場村（現:新潟県新潟市西区木場）で、庄屋・山際郡司、かふる夫妻の長男として生まれる。遠藤朝陽から漢学を学ぶ。戊辰戦争に際し郷勇団を組織し米沢藩軍に加わり新政府軍と戦う。
1869年、父の死去により庄屋、大河津分水路工事用弁掛を引き継ぐ。西洋の学問を学び、新潟の知識人と交際。1875年（明治8年）2月、第二大区小二区戸長に就任し、地租改正事業を推進。1878年（明治11年）、自立社の設立に参画し自由民権運動に加わる。1879年（明治12年）、新潟県会議員に当選。1880年（明治13年）、国会開設懇望協議会を開催し、国会開設運動に参加。1881年（明治14年）、『東洋自由新聞』の創刊に参画し、また自由党の結成に加わり幹事に就任。1883年（明治16年）、高田事件で検挙されたが後に釈放され、1885年（明治18年）、大阪事件でも連座し二年間の入獄後、無罪となり出獄した。その後、条約改正中止運動を推進し、1887年（明治20年）、保安条例により東京退去を命ぜられた。
1889年（明治22年）、大同団結運動が始まると、それに加わり、1890年（明治23年）3月、新潟県の大同派組織「越佐同盟会」を組織して理事長に就任した。同年7月、第1回衆議院議員総選挙に新潟県第1区から出馬して当選。自由党に所属したが、路線対立により除名され国民自由党に加わった。
1891年6月、東京小石川で病のため死去した。

## 親族
- 弟 佐藤友右衛門（貴族院多額納税者議員）[5]